# Stian Saugestad
Stian Saugestad (12 ottobre 1992) è un ex sciatore alpino norvegese.

## Biografia
Originario di Oppdal e attivo in gare FIS dal novembre del 2007, in Coppa Europa Saugestad ha esordito il 28 novembre 2012 a Reiteralm in discesa libera, senza completare la prova, e ha colto la sua prima vittoria, nonché primo podio, il 5 febbraio 2016 a Sarentino in supergigante. Ha debuttato in Coppa del Mondo il 27 febbraio 2016 a Hinterstoder in supergigante, senza completare la prova.
Nel 2018 ha conquistato la seconda vittoria (nonché secondo e ultimo podio) in Coppa Europa, il 20 febbraio a Sarentino in discesa libera, e il miglior piazzamento in Coppa del Mondo, l'11 marzo a Kvitfjell in supergigante (11º). Si è ritirato al termine della stagione 2019-2020 e la sua ultima gara è stata la discesa libera di Coppa del Mondo disputata il 7 marzo a Kvitfjell, chiusa da Saugestad al 46º posto; non ha preso parte a rassegne olimpiche né iridate.

## Palmarès

### Coppa del Mondo
- Miglior piazzamento in classifica generale: 95º nel 2018

### Coppa Europa
- Miglior piazzamento in classifica generale: 28º nel 2016
- 2 podi:
  - 2 vittorie

#### Coppa Europa - vittorie
| Data             | Località  | Paese  | Specialità |
| ---------------- | --------- | ------ | ---------- |
| 5 febbraio 2016  | Sarentino | Italia | SG         |
| 20 febbraio 2018 | Sarentino | Italia | DH         |

Legenda:

DH = discesa libera

SG = supergigante

### South American Cup
- Miglior piazzamento in classifica generale: 13º nel 2018
- 1 podio:
  - 1 terzo posto

### Campionati norvegesi
- 6 medaglie:
  - 2 ori (supergigante nel 2017; supergigante nel 2019)
  - 2 argenti (discesa libera nel 2016; discesa libera nel 2017)
  - 2 bronzi (supergigante nel 2015; supergigante nel 2016)